# Weltraumhabitat

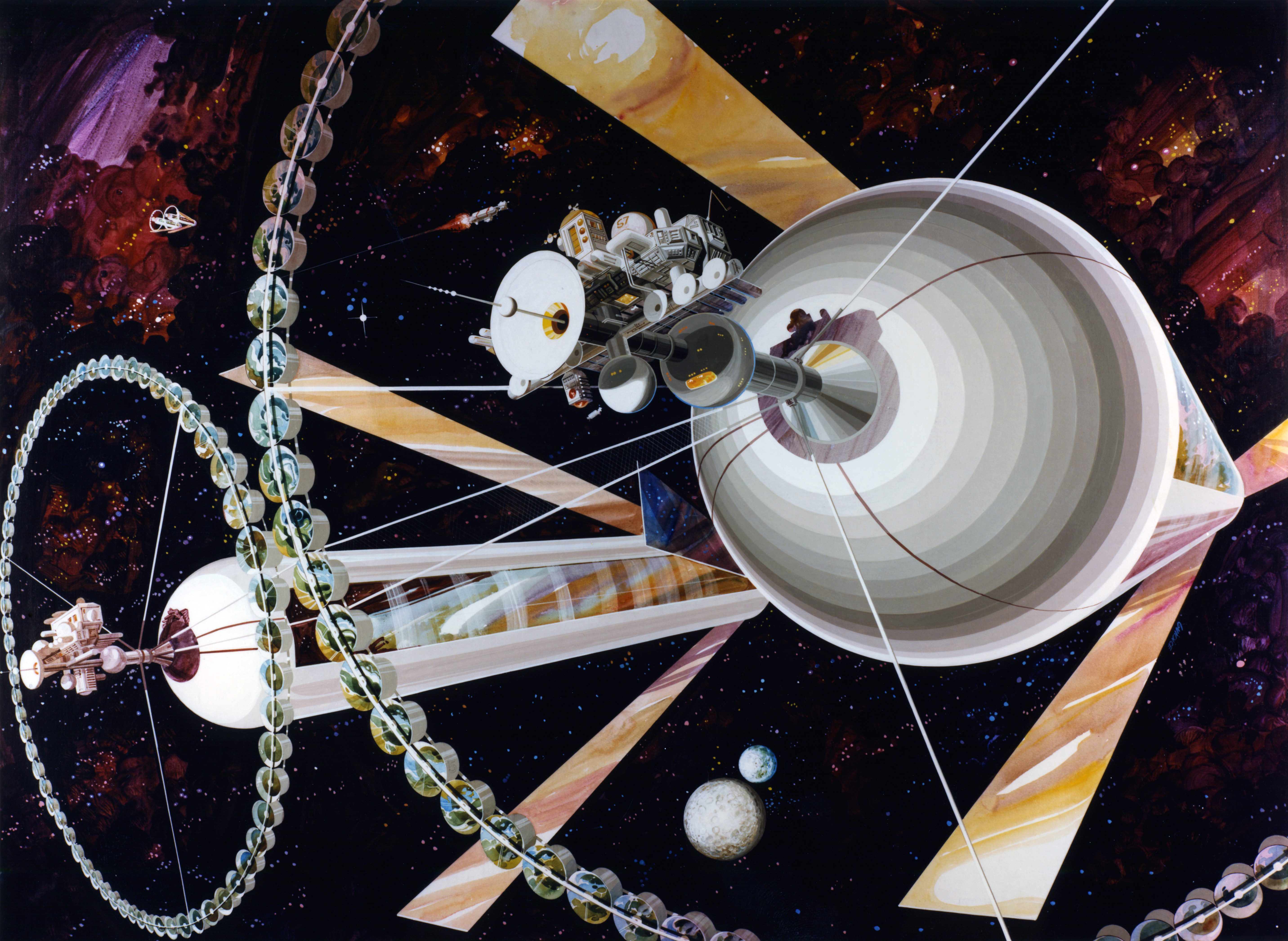
Zwei O’Neill-Zylinder

Ein Weltraumhabitat (auch Weltraumkolonie, Weltraumsiedlung, orbitales Habitat, orbitale Siedlung oder orbitale Kolonie genannt) ist eine Raumstation oder ein Wohnmodul, das eher zur permanenten Besiedlung oder als begrünbarer Lebensraum als solches gedacht ist, denn als einfache Zwischenstation oder andere spezialisierte Einrichtung. Bisher wurden zwar noch keine Weltraumhabitate gebaut, jedoch existieren bereits viele Designkonzepte, mit unterschiedlichem Grad an Realismus, die sowohl von Ingenieuren als auch von Science-Fiction-Autoren stammen.
Als Weltraumhabitat werden im weiteren Sinne auch diejenigen Habitate bezeichnet, die sich nicht im Weltraum, sondern auf oder in anderen Himmelskörpern als der Erde befinden – wie z. B. dem Mond, dem Mars oder einem Asteroiden. Die bisher bekannten Entwürfe konzentrieren sich in erster Linie auf in sich geschlossene Strukturen, die zur Nutzung in angenäherter Schwerelosigkeit (auch Mikrogravitation genannt) vorgesehen sind.

## Geschichte
Überlegungen zum Bau von Weltraumhabitaten, sei es in der Realität oder in der Fiktion, sind bereits aus der zweiten Hälfte des 19. Jahrhunderts überliefert. Beispielsweise handelt The Brick Moon, eine fiktive Geschichte von Edward Everett Hale aus dem Jahr 1869, von einer solchen Idee. Im Jahr 1903 spekulierte der russische Erfinder Konstantin Ziolkowski in Beyond Planet Earth über rotierende zylindrische Weltraumhabitate, deren Pflanzen Licht von der Sonne erhalten, um Photosynthese im Weltraum zu ermöglichen. In den 1920er-Jahren spekulierte auch der britische Naturwissenschaftler John Desmond Bernal über riesige Weltraumhabitate. Der US-amerikanische Raumfahrtingenieur, Futurist und Autor Dandridge M. Cole (1921–1965) spekulierte ebenfalls in den späten 50er- und 60er-Jahren des 20. Jahrhunderts in verschiedenen Zeitschriftenartikeln und Büchern über Weltraumhabitate. Vor allem in seinem 1964 veröffentlichten Buch Islands in Space: The Challenge Of The Planetoids beschrieb er die Idee, Asteroiden auszuhöhlen, sie in Rotation zu versetzen und dann als Siedlungen nutzen zu können.

## Gründe zum Bau von Weltraumhabitaten

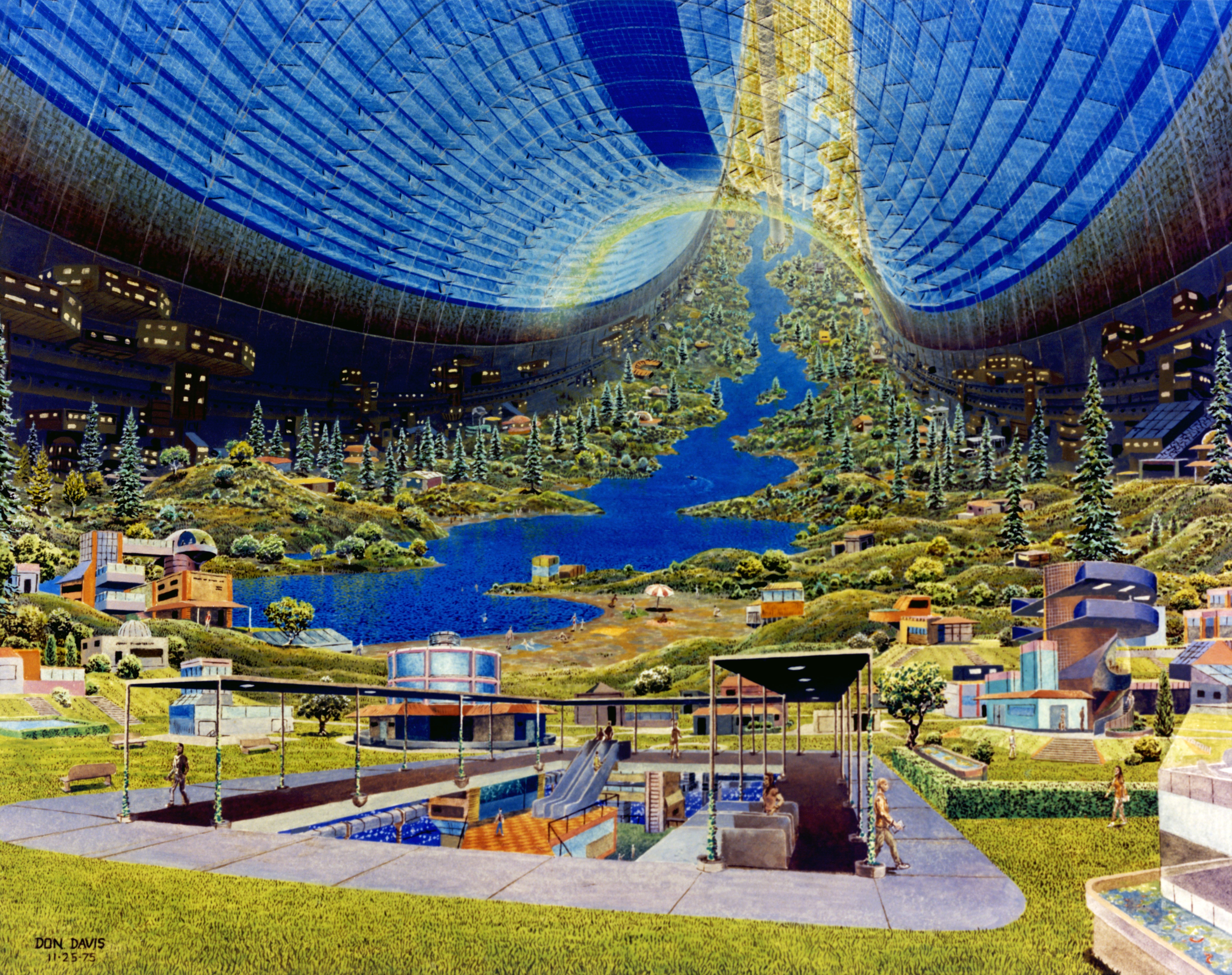
Inneres eines Stanford-Torus

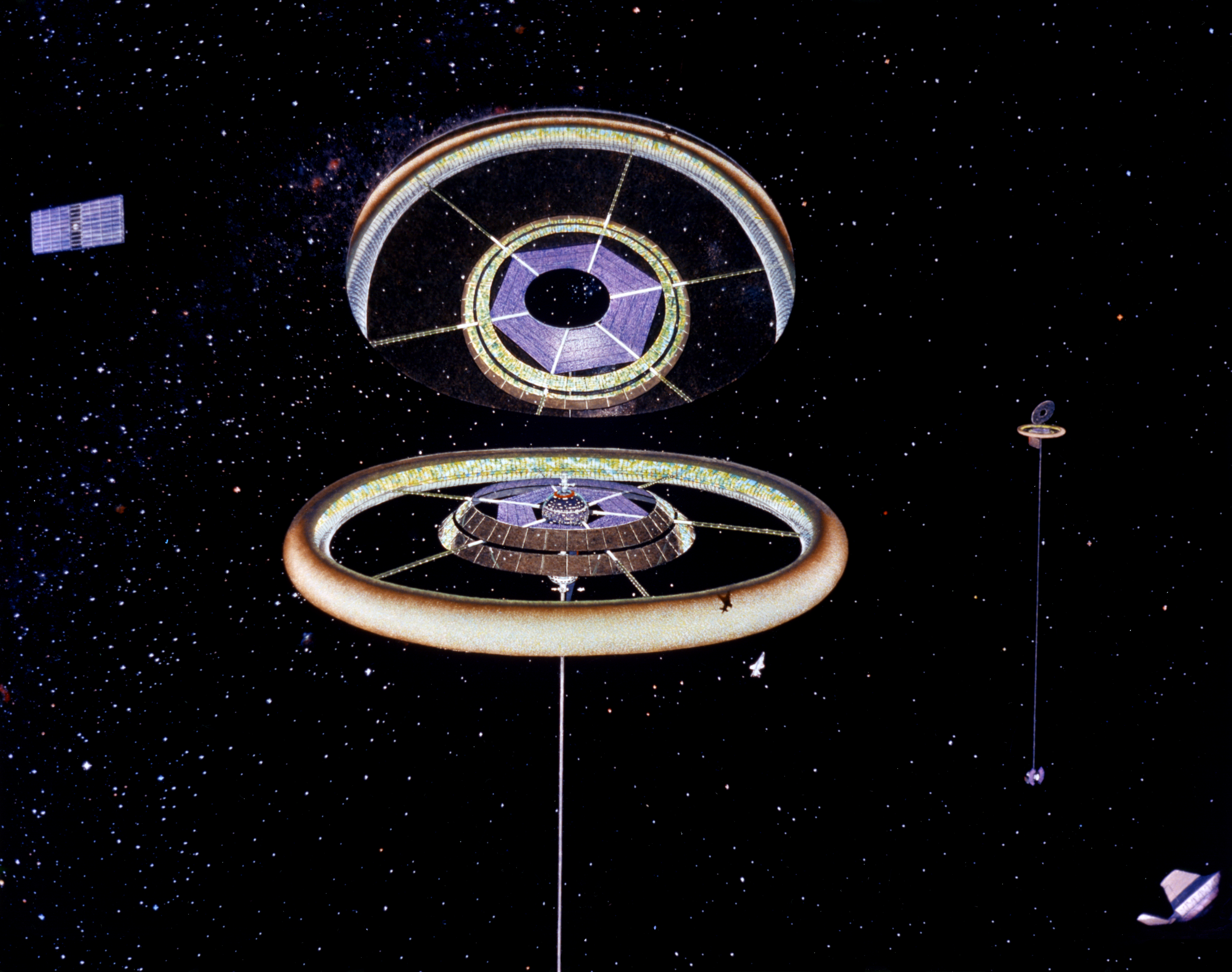
Äußeres eines Stanford-Torus

Befürworter von Weltraumhabitaten nannten verschiedene Gründe, um solche Anlagen zu konzipieren und zu bauen. Beispielsweise wurde argumentiert, damit könnte die Weltraumerkundung im Rahmen der bemannten Raumfahrt und die Weltraumkolonisierung unterstützt werden. Daneben wurden weitere Anwendungsfälle angeführt:
- Im Falle einer Katastrophe auf der Erde, entweder herrührend von natürlichen Ereignissen (wie Vulkanausbrüche, Asteroideneinschläge oder dramatische Wettergeschehen) oder vom Menschen verursacht (z. B. durch Kriege, Misswirtschaft etc.) könnten solche Habitate ein Überleben der menschlichen Zivilisation und der Biosphäre ermöglichen.[4]
- Der erdnahe Weltraum bietet theoretisch die Möglichkeit, beispielsweise auf Asteroiden vorhandene Rohstoffe abzubauen, um diese bei Weltraumprojekten nutzen. Die Raumfahrt wäre somit nicht mehr auf irdische Ressourcen und deren kostenintensive Beförderung ins All angewiesen. Es könne auch verhindern, dass die ohnehin bereits knapper werdenden Ressourcen in Ökosystemen indigener Völker weiter zerstört werden würden.
- Ferner würde es der Menschheit auf der Erde helfen, den Bevölkerungsdruck und damit verbunden eine zunehmende industrielle Belastung, auch unter dem Aspekt der Umweltverschmutzung, zu verringern.

## Vorteile von Weltraumhabitaten
- Zugang zu Solarenergie: Im erdnahen Weltraum ist eine große Menge des von der Sonne kommenden Lichts als Sonnenschein verfügbar, den Weltraumhabitate zur Energiegewinnung nutzen könnten. Im Weltall beträgt die ungedämpfte Strahlungsleistung, die (Solarkonstante) E0 1.367 Watt pro Quadratmeter.[5] Diese Strahlungsleistung könnte genutzt werden, um mit Solarzellen oder auf Wärmekraftmaschinen basierenden Kraftwerken elektrischen Strom zu erzeugen, womit man beispielsweise Erze verarbeitet könnte, Licht für das Wachstum von Pflanzen zur Verfügung stände und man die Möglichkeit hätte, die Weltraumhabitate zu erwärmen.
- Lage außerhalb des Schwerkraftfeldes: Handel und Transport von Gütern zwischen Erde und Weltraum wäre einfacher zu führen als der zwischen Erde und anderen Planeten, da Habitate, die die Erde umkreisen, kein Gravitationsfeld überwinden müssten, um Güter zur Erde zu exportieren bzw. nur ein kleineres Gravitationsfeld überwinden müssten, um sie im Gegenzug von der Erde zum Habitat zu importieren.

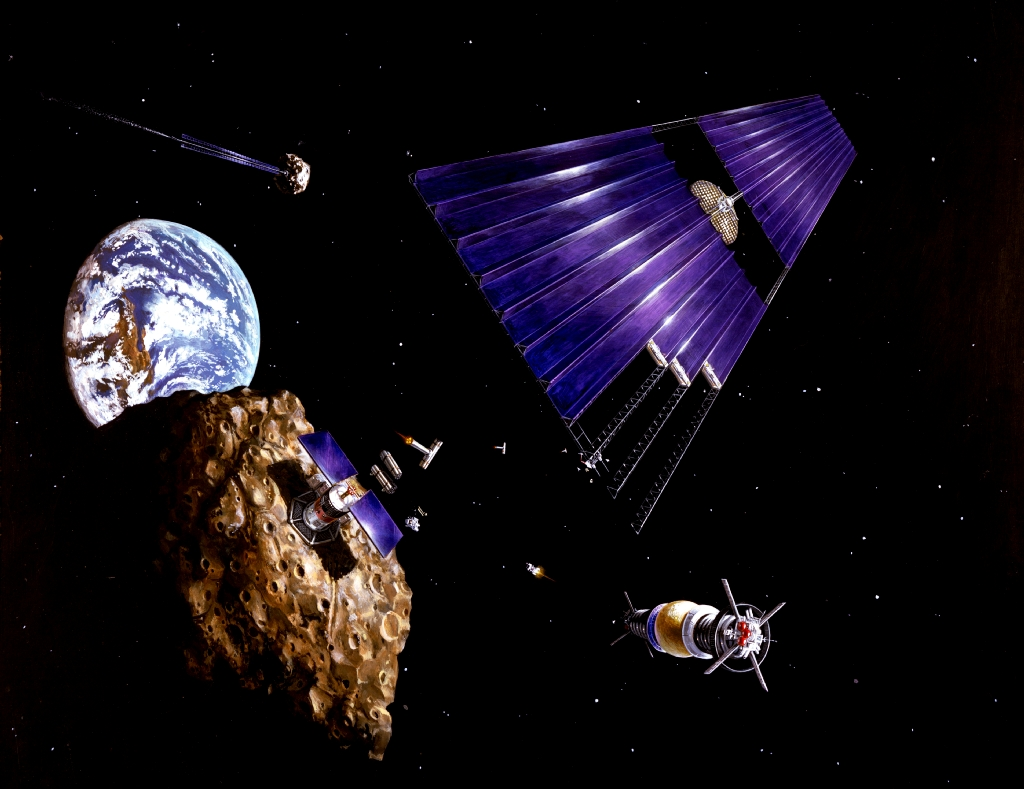
S78-27139 (Juni 1977) Artist-Impression einer Asteroiden-Bergbaumission zu einem sich der Erde nähernden Asteroiden

- Ressourcennutzung an Ort und Stelle: Ressourcennutzung, auch als Asteroidenbergbau oder englisch In-situ resource utilization ISRU bekannt,[7][8][4] würde es Weltraumhabitaten ermöglichen, sich mit Ressourcen von extraterrestrischen Orten wie dem Mond, dem Mars[9] oder Asteroiden zu versorgen. Mit Hilfe der In-situ-Ressourcennutzung wäre es möglich, Atemsauerstoff,[10] Trinkwasser, Raketentreibstoff sowie Sonnenkollektoren aus Mondmaterialien herzustellen.
- Asteroiden und andere Kleinkörper: In dem Fall, dass Asteroiden abbaufähige Materialien aufweisen, könnten sie, da solche Kleinkörper kaum nennenswerte Schwerefelder besitzen, leichter von ihren Oberflächen zur weiteren Verarbeitung abtransportiert werden. Ihr geringes Schwerkraftfeld würde aufgrund eines geringen Delta v viel weniger Energie erfordern, um der Gravitationseinwirkung eines Asteroiden zu entgehen, als dies bei größeren Objekten wie Planeten der Fall ist.[11] Es wird zwar sehr optimistisch vermutet, dass allein im Hauptasteroidengürtel ausreichend Rohstoffe vorhanden sind, um damit so viele Weltraumhabitate zu bauen, die einer bewohnbaren Fläche von 3.000 Erden entsprechen,[12] jedoch gehen Schätzungen anderer Studien zufolge von einer wesentlich geringeren Anzahl an abbaufähigen Asteroiden aus.[13]
- Bevölkerung: Eine Schätzung aus dem Jahr 1974 ergab, dass der Abbau der gesamten Rohstoffe im Hauptasteroidengürtel den Bau von Habitaten ermöglichen und damit eine immense Gesamtbevölkerungskapazität erreichen würde. Unter Nutzung der im gesamten Sonnensystem frei verfügbaren Ressourcen ging diese Schätzung zur Versorgung der Bevölkerung bis in den Billionenbereich.[14]
- Schwerelosigkeit als Erholungsmöglichkeit: Würde ein Habitat um seine Rotationsachse einen großen Bereich fehlender Gravitation einschließen, wären verschiedene Null-G-Sportarten möglich, u. a. Schwimmen, Hängegleiten und der Einsatz von mit Muskelkraft betriebenen Flugzeugen.[15][16][17]
- Passagierraum: Ein Weltraumhabitat könnte auch als Passagierraum eines großen Raumschiffs zur Kolonisierung von Monden, Planeten und Asteroiden genutzt werden. Denkbar wäre auch die Nutzung eines Habitats als Generationenraumschiff, um so Menschen Reisen zu anderen Planeten oder fernen Sternen zu ermöglichen. Der britische Kernphysiker Leslie R. Shepherd (1918–2012) beschrieb 1952 ein Generationenraumschiff und verglich es mit einem kleinen Planeten, in dem viele Menschen leben könnten.[18][19]

## Anforderungen

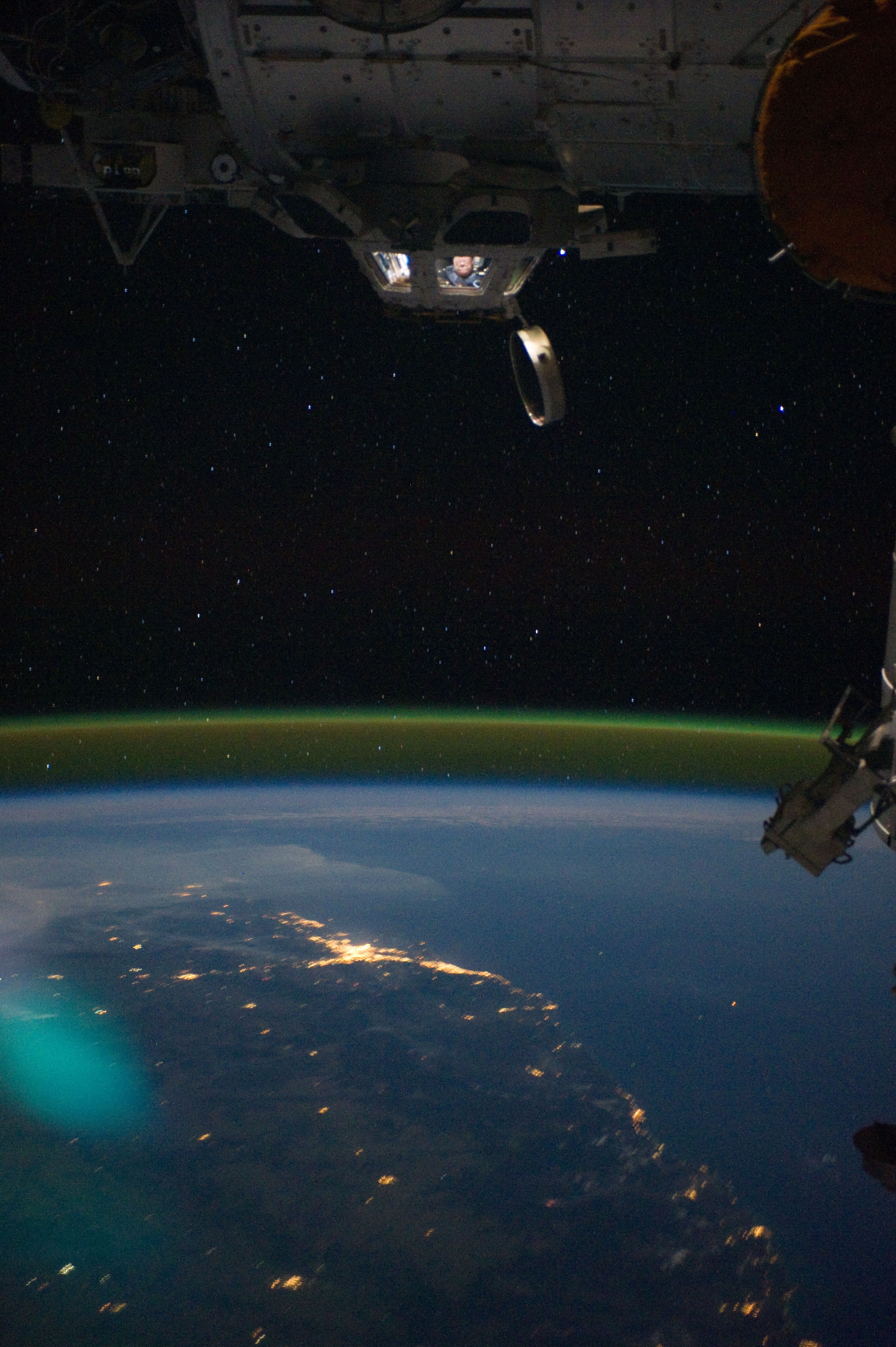
Nachthimmelsleuchten über dem Horizont, aufgenommen von der Internationalen Raumstation (ISS)

Die Anforderungen an ein Weltraumhabitat wären vielfältig, da alle materiellen Bedürfnisse von hunderten, tausenden oder noch mehr Menschen berücksichtigt werden müssten – und dies in einer Umgebung im Weltraum, die für Menschen äußerst lebensfeindlich ist.

### Atmosphäre
Luftdruck mit normalen Partialdrücken von Sauerstoff (21 %), Kohlendioxid und Stickstoff (78 %) ist eine der Grundvoraussetzungen für jedes Weltraumhabitat. Grundsätzlich sehen die meisten Konzepte für die Einrichtung eines Weltraumhabitats große dünnwandige Druckbehälter vor. Der benötigte Sauerstoff könnte aus Mondgestein gewonnen werden; Stickstoff wäre am einfachsten von der Erde erhältlich, könnte aber auch nahezu vollständig vor Ort recycelt werden. Alternativ könnte Stickstoff auch in Form von Ammoniak (NH3) von Kometen oder den Monden der äußeren Planeten gewonnen werden.
Um verbrauchte Luft eines Habitats zu recyceln, sind verschiedene Möglichkeiten vorstellbar. Ein Konzept sieht die Nutzung von photosynthetischen Gärten, möglicherweise über Hydrokulturen oder Waldgärten, vor, die jedoch bestimmte industrielle Schadstoffe wie flüchtige Öle und überschüssige einfache Gase nicht entfernen können. Die Standardmethode, die auf Atom-U-Booten, einer ähnlichen Form einer geschlossenen Umgebung, verwendet wird, ist der Einsatz eines katalytischen Brenners, der die meisten organischen Stoffe effektiv zersetzt. Ein weiterer Schutz könnte durch ein kleines kryogenes Destillationssystem gewährleistet werden, das Verunreinigungen wie Quecksilberdampf und Edelgase, die nicht katalytisch verbrannt werden können, nach und nach entfernen würde.

### Nahrungsmittelproduktion
Organische Materialien für die Nahrungsmittelproduktion müssten ebenfalls bereitgestellt werden, wovon das meiste zunächst von der Erde zu importieren wäre. Danach sollte das Fäkalien-Recycling den Bedarf an Importen reduzieren, ein Prinzip, das auf der Erde bereits als Ecosan (von englisch ecological sanitation) bekannt ist. Eine der vorgeschlagenen Recycling-Methoden würde damit beginnen, das kryogene Destillat, Pflanzen, Müll und Abwässer mit Luft in einem elektrischen Lichtbogen zu verbrennen und dann die Überreste zu destillieren. Das dabei entstehende Kohlendioxid und Wasser wären sofort in der Landwirtschaft nutzbar. Die Nitrate und Salze in der Asche könnten in Wasser aufgelöst und in reine Mineralien getrennt werden. Die meisten der Nitrate, Kalium- und Natriumsalze, würden als Düngemittel wiederverwertet werden. Andere eisen-, nickel- und siliciumhaltige Mineralien könnten chargenweise chemisch gereinigt und industriell wiederverwendet werden. Der gewichtsmäßig kleine Anteil der verbleibenden Materialien, weit unter 0,01 %, könnte mit Hilfe der Schwerelosigkeits-Massenspektrometrie zu reinen Elementen aufbereitet und in entsprechenden Mengen den Düngemitteln und Industrievorräten zugesetzt werden. Es ist anzunehmen, dass diese Methoden stark verbessert werden würden, sobald Menschen begännen, tatsächlich in Weltraumhabitaten zu leben.

### Künstliche Schwerkraft
Langzeitstudien im Orbit haben gezeigt, dass die Schwerelosigkeit Knochen und Muskeln schwächen sowie den Kalziumstoffwechsel und das Immunsystem stören. Die meisten Menschen würden unter einer ständig verstopften Nase leiden oder Probleme mit den Nebenhöhlen bekommen. Einige Menschen würden, so ergab die Studie, auch unter einer dramatischen, nicht zu heilenden Reisekrankheit leiden. Die meisten Entwürfe für Habitate müssten sich drehen, um damit Trägheitskräfte zur Simulation der Schwerkraft nutzen zu können. NASA-Studien mit Hühnern und Pflanzen haben bewiesen, dass dies ein effektiver physiologischer Ersatz für die Schwerkraft ist. Eine schnelle Drehung des Kopfes in einer solchen Umgebung würde dazu führen, dass man eine „Neigung“ verspürt, da sich die inneren Ohren mit unterschiedlichen Rotationsgeschwindigkeiten bewegen. Studien mit Zentrifugen haben gezeigt, dass Menschen in Lebensräumen mit einem Rotationsradius von weniger als 100 Metern oder mit einer Rotationsrate von über drei Umdrehungen pro Minute reisekrank werden. Dieselben Studien und statistische Schlussfolgerungen haben jedoch auch erbracht, dass fast alle Menschen in der Lage sein sollten, in Lebensräumen mit einem Rotationsradius von mehr als 500 Metern und weniger als einer Umdrehung pro Minute komfortabel zu leben. Erfahrene Menschen waren nicht nur resistenter gegen die Bewegungskrankheit, sondern konnten den Effekt auch nutzen, um in Zentrifugen „vor-“ (rechts-) oder „rückwärtige“ (linksdrehende) Drehrichtungen zu bestimmen.

### Schutz vor Strahlung

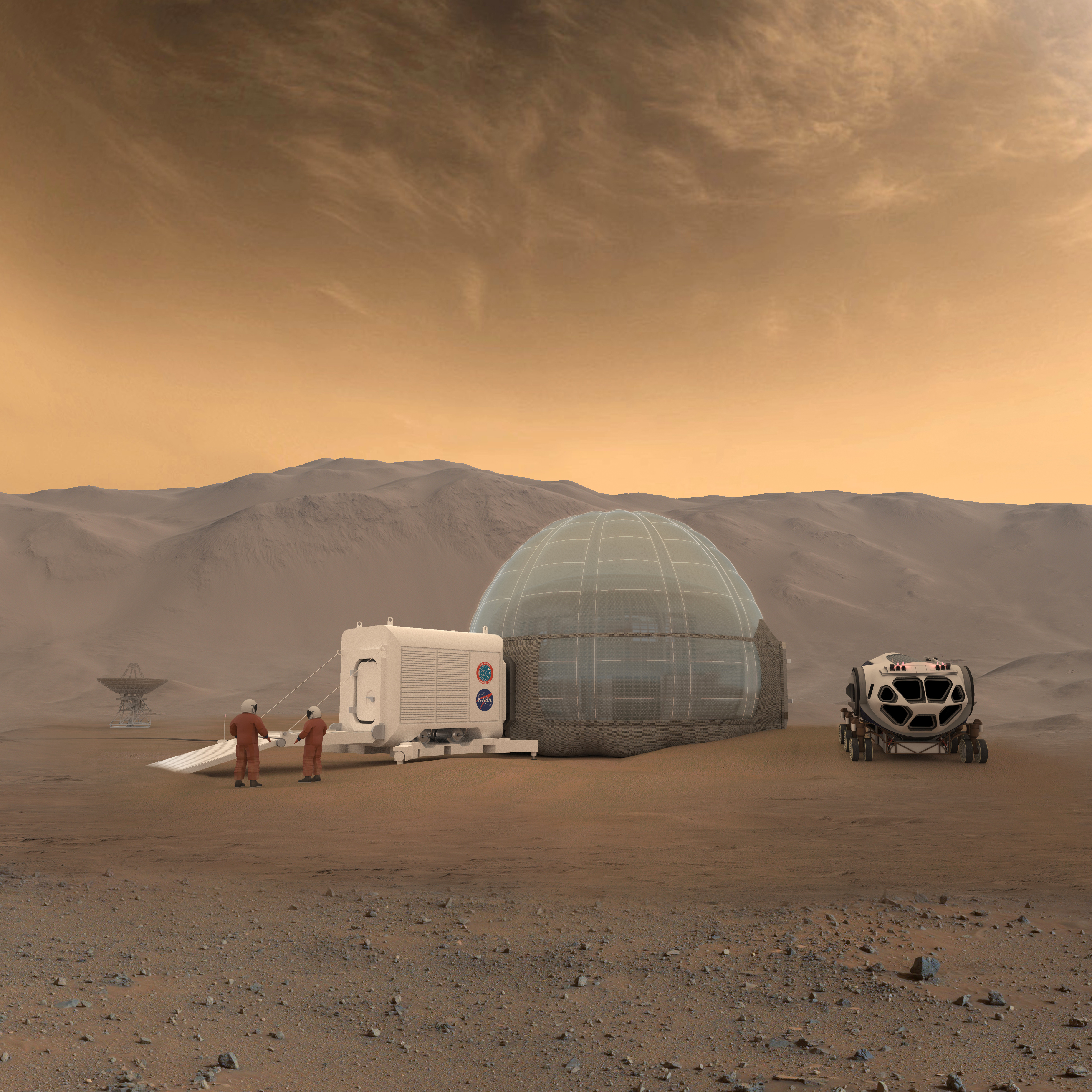
Langleys Mars Ice Dome-Entwurf für eine Mars-Basis aus dem Jahr 2016, nutzt gefrorenes Wasser zum besseren Schutz.

Sehr große Weltraumhabitate könnten durch ihre Struktur und Luft effektiv vor kosmischer Strahlung abgeschirmt werden, kleinere Habitate hingegen könnten durch stationäre (nicht rotierende), mit Steinen gefüllten Säcken abgeschirmt werden. Sonnenlicht könnte indirekt über Spiegel in strahlungssichere, wie ein Periskop funktionierende Jalousien eingelassen werden.
- Als Beispiel könnten 4 t an Masse pro Quadratmeter Oberfläche die Strahlendosis auf einige Millisievert (mSv) oder weniger pro Jahr reduzieren, was auf der Erde unter der Rate einiger besiedelter Gebiete mit hoher Strahlenexposition durch natürliche Quellen liegt.[22] Alternative Konzepte, die eine aktive Abschirmung vorsehen, wurden noch nicht getestet und sind komplexer als solche mit passiver Abschirmung durch Massen. Die Verwendung von magnetischen und/oder elektrischen Feldern zur Ablenkung von Partikeln könnte jedoch den Bedarf an Massen prinzipiell in großen Teilen reduzieren.[23]
- Befindet sich ein Weltraumhabitat auf den Lagrange-Punkten L4 oder L5, so befindet es sich auf seiner Umlaufbahn etwa zwei Drittel der Zeit außerhalb des Schutzes der Magnetosphäre der Erde (wie es beim Mond der Fall ist), wodurch die Bewohner dem Risiko einer Belastung durch Protonen des Sonnenwinds ausgesetzt sind.

### Wärmeabfuhr
Da sich Habitate im Vakuum des Weltraums befinden, ähneln sie sich von ihrer Funktion her einer riesigen Thermosflasche. Zudem benötigen Habitate einen Radiator, um damit die Wärme des absorbierten Sonnenlichts abzuführen. Sehr kleine Habitate könnten ein zentrales Luftleitblech erhalten, das sich mit dem Habitat dreht. In diesem Design würde die Konvektion heiße Luft nach oben zum Zentrum hin befördern, kühle Luft hingegen würde nach unten in das äußere Habitat absinken. Einige andere Entwürfe würden Kühlmittel, von einem zentralen Kühler ausgehend, verteilen, z. B. in Form von gekühltem Wasser.

### Schutz der Habitate
Das Habitat müsste möglichen Einschlägen von Weltraummüll, Meteoriten und interplanetarem Staub standhalten. Die meisten Meteoriten, die in Richtung der Erde fliegen, verglühen zumeist aufgrund der hohen Reibung mit der Luft in der Atmosphäre. Ohne eine dichte Schutzatmosphäre würden mögliche Meteoriteneinschläge ein viel größeres Risiko für ein Weltraumhabitat darstellen, da sie dort ungebremst einschlagen könnten. Ein installiertes Radar würde den Weltraum um jedes Habitat abtasten und die Flugbahn von Trümmern und anderen vom Menschen verursachten Objekten kartieren, so dass rechtzeitig Korrekturmaßnahmen ergriffen werden könnten, um das Habitat zu schützen.
In einigen Habitat-Entwürfen wie dem O’Neill-Zylinder, dem NASA Ames-Stanford-Torus oder dem Crystal Palace in a Hatbox kommen als Schutz gegen die kosmische Strahlung nicht-rotierende Schilde, bestehend aus gepacktem Sand, (~1,9 m dick) oder sogar künstlich zusammengesetzte Felsen als (1,7 m starker Ersatz für Beton) in Frage. Andere Vorschläge verwenden Gestein als Struktur und integrale Abschirmung wie z. B. in Gerard K. O’Neill´s, The High Frontier: Human Colonies in Space (1977) oder in D. J. Sheppard´s, Concrete Space Colonies (1979). In jedem dieser Fälle würde ein starker Meteoridenschutz durch die äußere Strahlungshülle etwa 4,5 t Gesteinsmaterial pro Quadratmeter beinhalten.
Es wäre zu beachten, dass mit Solarstrom betriebene Satelliten in mehrfachen GW-Bereichen zu konzipieren wären, um solche Energien und Technologien für eine konstante Radarkartierung des nahe gelegenen 3-Dimensionalen-Raums bereitzustellen, deren Leistung nur durch den dafür benötigten Aufwand begrenzt wären.
Es gibt Vorschläge, um selbst kilometergroße erdnahe Objekte in hohe Erdumlaufbahnen zu bringen, wobei für solche Zwecke Reaktionsantriebe ein Weltraumhabitat und ein beliebig großes Schutzschild antreiben würden. Diese Manöver haben jedoch den Nachteil, dass sie nur langsam vonstattengingen, da der Schub im Vergleich zur riesigen Masse sehr gering wäre.

### Lagekontrolle
Ein Habitat und seine Spiegel würden es erfordern, dass das Habitat ständig auf die Sonne ausgerichtet ist, um Sonnenenergie zu sammeln und das Innere des Habitats zu beleuchten, was z. B. eine Lagekontrolle im O’Neill-Zylinder erforderlich machen würde. Der ursprüngliche O’Neill-Entwurf nutzte seine beiden Zylinder als Reaktionsräder, um die Kolonie zu Rollen und so die sonnenzugewandten Drehpunkte zusammen oder auseinander zu schieben und um deren Winkel dann mittels Präzession zu verändern.

### Standort
Die optimalen Habitat-Orbits werden immer noch diskutiert und so wäre die Erhaltung der orbitalen Position einer Station wahrscheinlich ein kommerzielles Problem. Die lunaren Lagrangepunkte L4 und L5 werden inzwischen als zu weit vom Mond und der Erde entfernt angesehen. Ein moderner Vorschlag sieht die Nutzung einer 2:1-Bahnresonanz vor, die abwechselnd eine enge, energiearme und damit kostengünstige Annäherung an den Mond hat, gefolgt von einer Annäherung an die Erde. Dies würde einen schnellen, kostengünstigen Zugang sowohl zu Rohstoffen als auch zu größeren Absatzmärkten ermöglichen. Die meisten Habitat-Entwürfe sehen einen Space Tether oder Massentreiber vor, die an Stelle von Raketentriebwerken verwendet werden. Diese haben den Vorteil, dass sie entweder gar keine oder lediglich eine billige Reaktionsmasse verwenden.

## Anfänglicher Kapitalaufwand
Selbst die kleinsten Entwürfe für Weltraumhabitate wären zusammen genommen massereicher als die Gesamtmasse aller Objekte, die Menschen jemals in die Erdumlaufbahn gebracht haben. Voraussetzung für den Bau von Habitaten wären entweder günstigere Startkosten oder eine Bergbau- und Produktionsbasis auf dem Mond oder einem anderen Himmelskörper mit geringem Delta v vom gewünschten Habitatstandort.

## Konzepte

### Konzeptionelle Studien

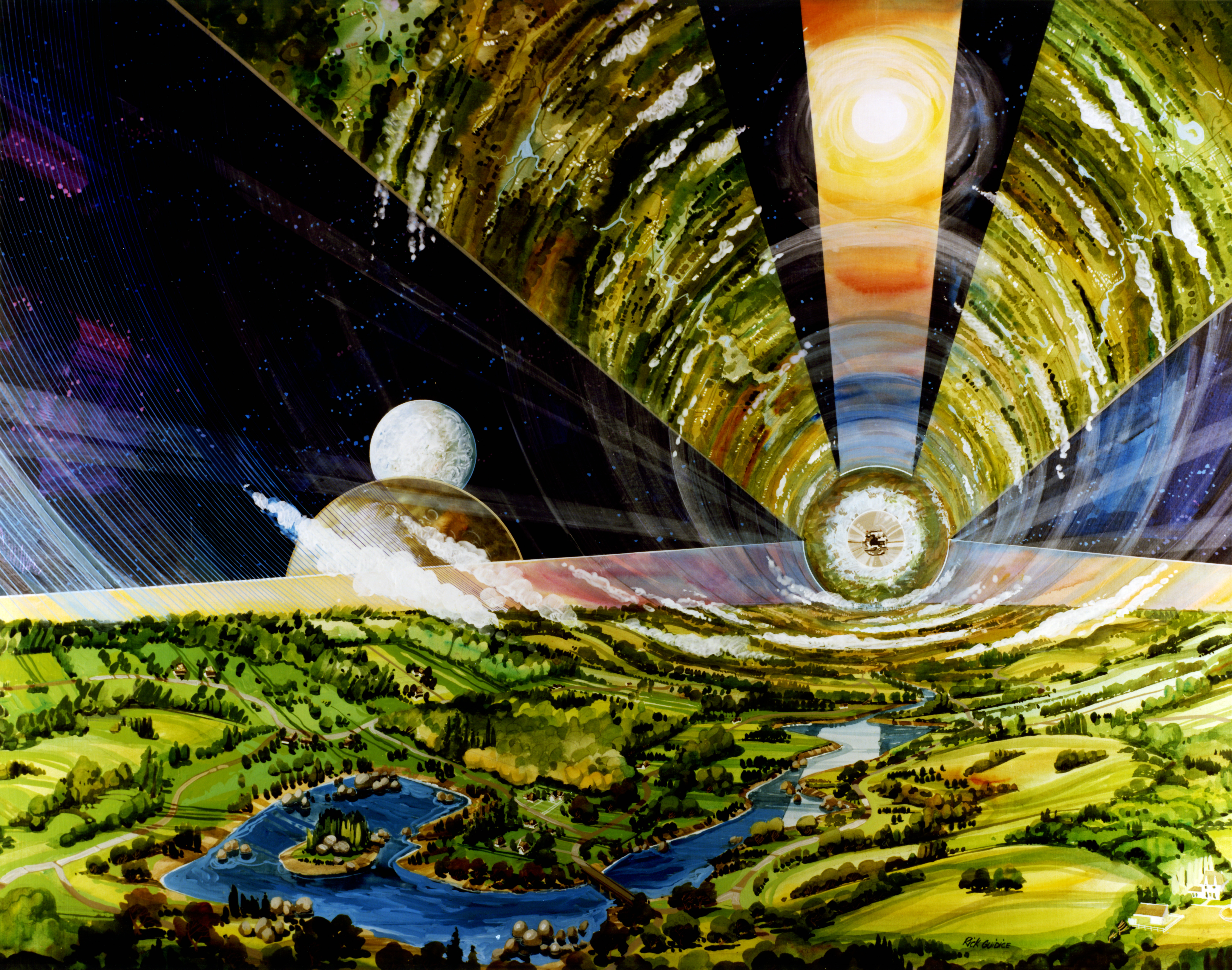
Innenansicht einer klassischen O’Neill-Kolonie, mit abwechselnden Land- und Fensterstreifen

- O’Neill – The High Frontier: Um 1970, kurz vor dem Ende des Apollo-Programms, suchte Gerard K. O’Neill (Experimentalphysiker an der Princeton University) nach einem Thema, mit dem er seine Physikstudenten, die meisten von ihnen Erst- oder Zweitsemestler, für die Ingenieurwissenschaften begeistern konnte. Er kam auf die Idee, ihnen Machbarkeitsstudien für große Weltraum-Habitate zu übertragen. Zu seiner Überraschung schienen die Habitate auch in sehr großen Dimensionen machbar zu sein: Zylinder mit 8 km Durchmesser und 32 km Länge, selbst wenn sie aus gewöhnlichen Materialien wie Stahl und Glas beständen. Außerdem lösten die Studenten Probleme wie Strahlenschutz vor kosmischer Strahlung, Erzielung natürlicher Sonneneinstrahlwinkel, Energieversorgung, realistische und schädlingsfreie Landwirtschaft sowie Lageregelung im Orbit ohne Reaktionsantriebe. O’Neill veröffentlichte 1974 einen Artikel über diese Koloniekonzepte in der wissenschaftlichen Zeitschrift Physics Today.[14] Er erweiterte den Artikel in seinem 1976 erschienenen Buch The High Frontier: Human Colonies in Space.
- NASA-Ames/Stanford University Summer Study: Das Ergebnis dieser Studien veranlasste die NASA dazu, mittels Sponsoring einige Sommer-Workshops unter der Leitung von O’Neill zu finanzieren.[26][27] In den Workshops wurden mehrere Konzepte untersucht, Habitate zu entwickeln, die zwischen 1.000 und bis zu 10 Millionen Menschen aufnehmen sollten,[11][28][29] einschließlich Versionen des Stanford-Torus. Drei dieser Konzepte wurden später von der NASA vorgestellt; dies waren die Bernal-Sphäre, die Toroidal-Kolonie und die Cylindrical-Kolonie.[30] O’Neills eigene Konzepte, die sogenannten O’Neill-Zylinder, boten ein Beispiel für ein Amortisationsschema, das auch den Bau von Solarstromsatelliten aus Mondmaterialien vorsah. O’Neill betonte nicht den Bau von Solarstromsatelliten als solches, sondern bot den Beweis an, dass eine orbitale Fertigung aus Mondmaterialien Gewinne erwirtschaften könnte. Er und andere Teilnehmer gingen davon aus, dass, sobald solche Fertigungsanlagen die Produktion aufgenommen hätten, viele profitable Verwendungsmöglichkeiten für sie gefunden werden könnten und die Kolonie sich so selbst tragen und beginnen könnte, auch andere Kolonien zu bauen. Die Konzeptstudien erzeugten eine beachtliche Welle des öffentlichen Interesses. Eine Auswirkung dieser Expansion war die Gründung der L5 Society in den USA, einer Gruppe von Enthusiasten, die solche Kolonien bauen und darin leben wollten. Die Gruppe wurde nach dem Orbit der Raumkolonie benannt, der damals als der profitabelste angesehen wurde, eine nierenförmige Umlaufbahn um einen der beiden Lagrange-Punkte L5 oder L4 des Mondes.
- Space Studies Institute (SSI): 1977 gründete O’Neill das Space Studies Institute, das zunächst einige Prototypen der neuen Hardware finanzierte und konstruierte, die für eine Kolonisierung des Weltraums benötigt wurden und zugleich auch eine Reihe von Machbarkeitsstudien erstellte.[31] Eines der frühen Projekte umfasste zum Beispiel eine Reihe von Funktionsprototypen eines Massentreibers, der essentiellen Technologie für den effizienten Transport von Erzen vom Mond in die Umlaufbahnen der Weltraumkolonien.

### NASA Konzepte
Einige Konzeptstudien der NASA enthalten:
- Island One: Ein Bernal-Sphären-Habitat für ca. 10.000 bis 20.000 Menschen.
- Stanford-Torus: Eine Alternative zu Island One.
- Island Three eine noch größere Konstruktion mit einem Radius von 3,2 km und einer Länge von 32 km.
- Lewis One:[32] Ein Zylinder mit einem Radius von 250 m und einer nicht rotierenden Strahlungsabschirmung. Die Abschirmung schützt auch den Mikrogravitations-Industrieraum. Der rotierende Teil ist 450 m lang und besteht aus mehreren inneren Zylindern, wobei einige von ihnen für die Landwirtschaft genutzt werden.
- Kalpana One, überarbeitet:[16] Ein kurzer Zylinder mit einem Radius von 250 m und einer Länge von 325 m. Die Strahlenabschirmung beträgt 10 t/m² und ist drehbar. Er besteht ebenfalls aus mehreren inneren Zylindern, die für die Landwirtschaft und zur Erholung für 3.000 Einwohner ausgelegt sind.[33]
- Bola: Ein Raumschiff oder Habitat, das über ein Kabel mit einem Gegengewicht oder einem anderen Habitat verbunden ist. Diese Konstruktion wurde als Mars-Schiff, als erste „Bauhütte“ für ein Weltraumhabitat und als Orbitalhotel vorgeschlagen. Es hat einen für eine relativ kleine Stationsmasse angenehm langen und langsamen Rotationsradius. Wenn zudem ein Teil der Ausrüstung das Gegengewicht bilden kann, besteht die Ausrüstung für die künstliche Schwerkraft nur aus einem Kabel und hat daher einen viel geringeren Massenanteil als bei anderen Konzepten. Für eine Langzeitnutzung müsste jedoch die Strahlungsabschirmung mit dem Habitat rotieren und wäre daher extrem schwer, so dass ein viel stärkeres und schwereres Kabel benötigt würde.[34]
- Beaded-Habitate:[34] Dieses spekulative Design wurde auch in den NASA-Studien in Erwägung gezogen.[35] Kleine Habitate würden in Massenproduktion nach Standards hergestellt werden, die es ermöglichen, die Habitate später miteinander zu verbinden. Ein einzelnes Habitat kann allein als „Bola“ funktionieren. Es können jedoch weitere Habitate angeschlossen werden, um zu einer „Hantel“, dann zu einem „Querbinder“, dann zu einem Ring, dann zu einem Zylinder mit „Perlen“ und schließlich zu einer gerahmten Anordnung von Zylindern zusammenzuwachsen. Bei jeder Ausbaustufe würden sich die Habitate eine zunehmende Strahlungsabschirmung und Kapitalausrüstung teilen, was die Redundanz und Sicherheit erhöht und gleichzeitig die Kosten pro Person reduziert. Dieses Konzept wurde ursprünglich von einem professionellen Architekten vorgeschlagen, weil es ähnlich wie erdgebundene Städte wachsen könnte, mit schrittweisen Einzelinvestitionen, im Gegensatz zu denen, die große Anfangsinvestitionen erfordern. Der Hauptnachteil ist, dass die kleineren Versionen eine größere Struktur zur Unterstützung der Strahlungsabschirmung bräuchten, die sich mit ihnen drehen würde. In größeren Dimensionen wäre die Abschirmung wirtschaftlicher, da sie ungefähr mit dem Quadrat des Kolonie-Radius wächst. Die Anzahl der Menschen, ihrer Habitate und der Kühlkörper zu ihrer Kühlung wächst in etwa mit der dritten Potenz zum Radius der Kolonie.

### Weitere Konzepte
- Bubbleworld: Das Bubbleworld- oder Inside/Outside-Konzept wurde 1964 von Dandridge M. Cole (1921–1965) entwickelt.[3] Das Konzept sieht vor, einen Tunnel durch die Längsachse eines großen Eisen- oder Nickel-Eisen-Asteroiden zu bohren und ihn mit einer flüchtigen Substanz oder möglicherweise mit Wasser zu füllen. Dazu müsste in der Nähe ein sehr großer Sonnenreflektor gebaut werden, der die Sonnenwärme auf den Asteroiden fokussiert, um damit zunächst die Tunnelenden zu verschweißen und zu versiegeln und um später damit die gesamte äußere Oberfläche langsam erwärmen zu können. Während das Metall erweicht, dehnt sich z. B. das Wasser im Inneren aus und bläht die Masse auf, während Rotationskräfte helfen, sie in eine zylindrische Form zu bringen. Nach dem Aufblähen und Abkühlen kann durch Zentrifugieren eine künstliche Schwerkraft erzeugt und das Innere mit Erde und Luft befüllt werden. Durch eine leichte Ausbuchtung in der Mitte des Zylinders ließe sich ein ringförmiger See erzeugen. Reflektoren würden das Sonnenlicht eindringen lassen und dorthin lenken, wo es benötigt würde. Um überhaupt realisierbar zu sein, würde diese Methode eine erhebliche menschliche und industrielle Präsenz im Weltraum erfordern. Das Konzept wurde vom Science-Fiction-Autor Larry Niven in seinen Known Space-Geschichten publiziert, in denen solche Welten als primäre Lebensräume der Belters beschrieben werden, einer Zivilisation, die den Asteroidengürtel kolonisiert hat.
- Asteroidenterrarium: Eine ähnliche Idee wie die Bubbleworld (deutsch Blasenwelt), das Asteroidenterrarium, taucht im Roman 2312 des Hard-Science-Fiction-Autors Kim Stanley Robinson auf.[36]
- Bishop-Ring: Ein hypothetischer Entwurf unter Verwendung von Kohlenstoffnanoröhren. Ein Bishop-Ring ist ein Torus mit einem Radius von 1000 km, einer Breite von 500 km sowie atmosphärischen Rückhaltewänden in 200 km Höhe. Das Habitat wäre groß genug, so dass es „dachlos“ und am inneren Rand offen zum Weltraumsein sein könnte.[37]
- McKendree-Zylinder: Ein weiteres Konzept, das Kohlenstoff-Nanoröhren verwenden würde. Ein McKendree-Zylinder ist ein Paar von Zylindern in der gleichen Art wie das Island Three Konzept von O’Neill, aber jeder Zylinder würde einen Radius von 460 km und eine Länge von 4.600 km (gegenüber O’Neill´s 3,2 km Radius und 32 km Länge im Island Three Konzept) aufweisen.[38]

### Galerie

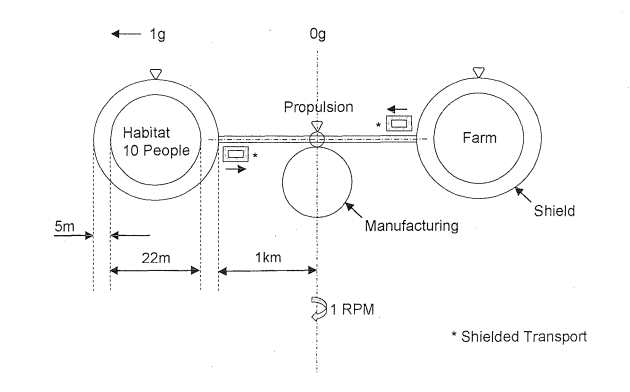
Bola Raumstation
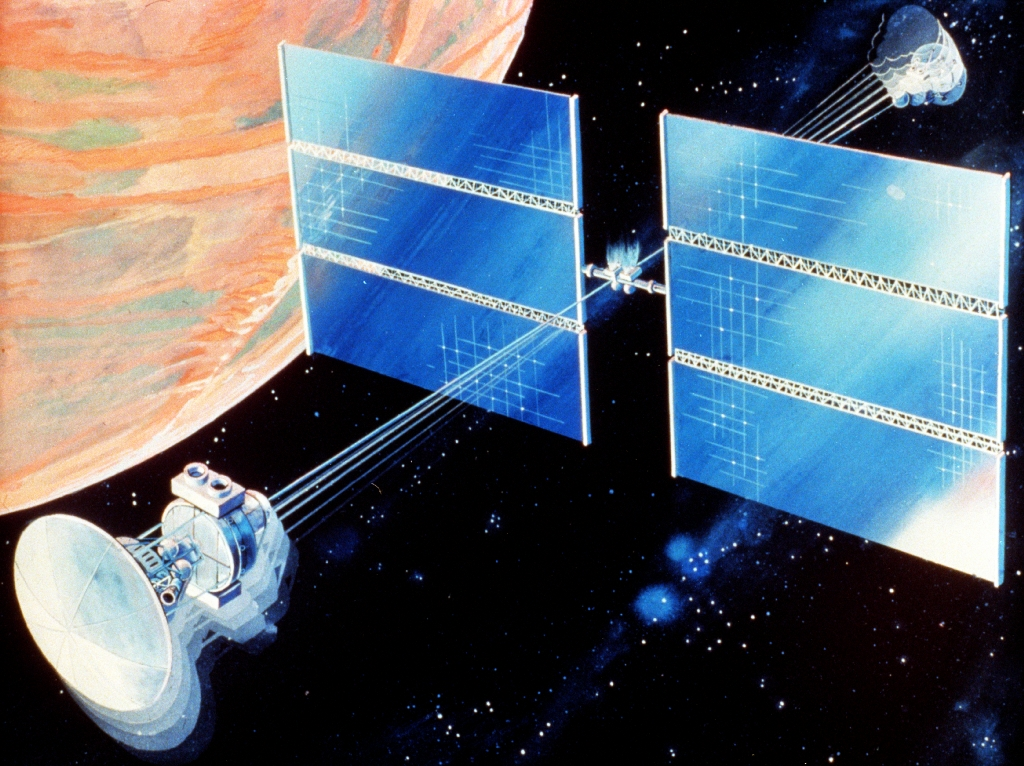
Bola Mars-Raumschiff
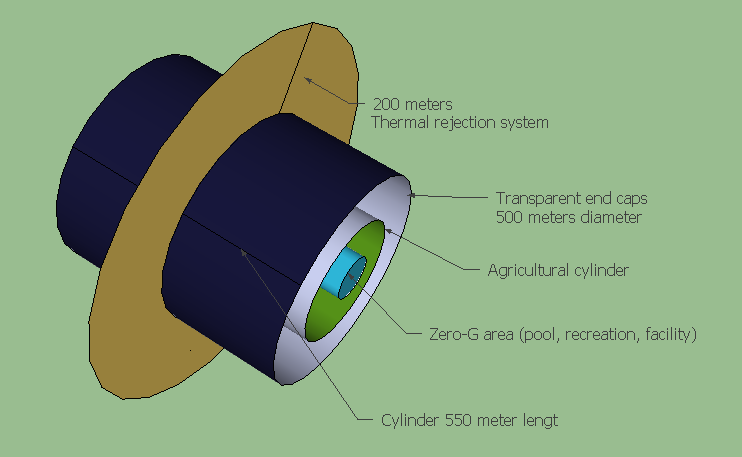
Kalpana One Orbital-Raumstation
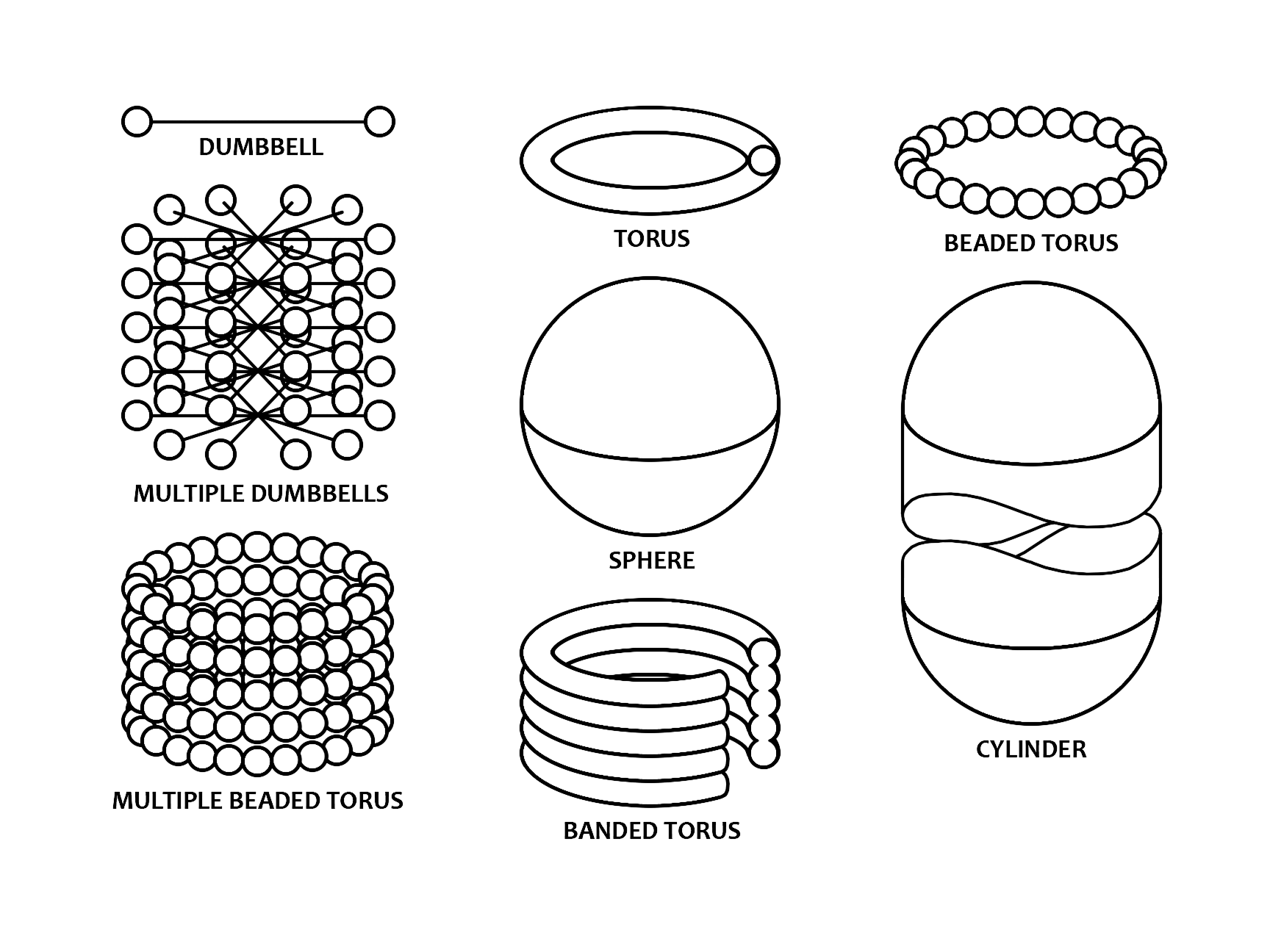
Verschiedene Konzepte
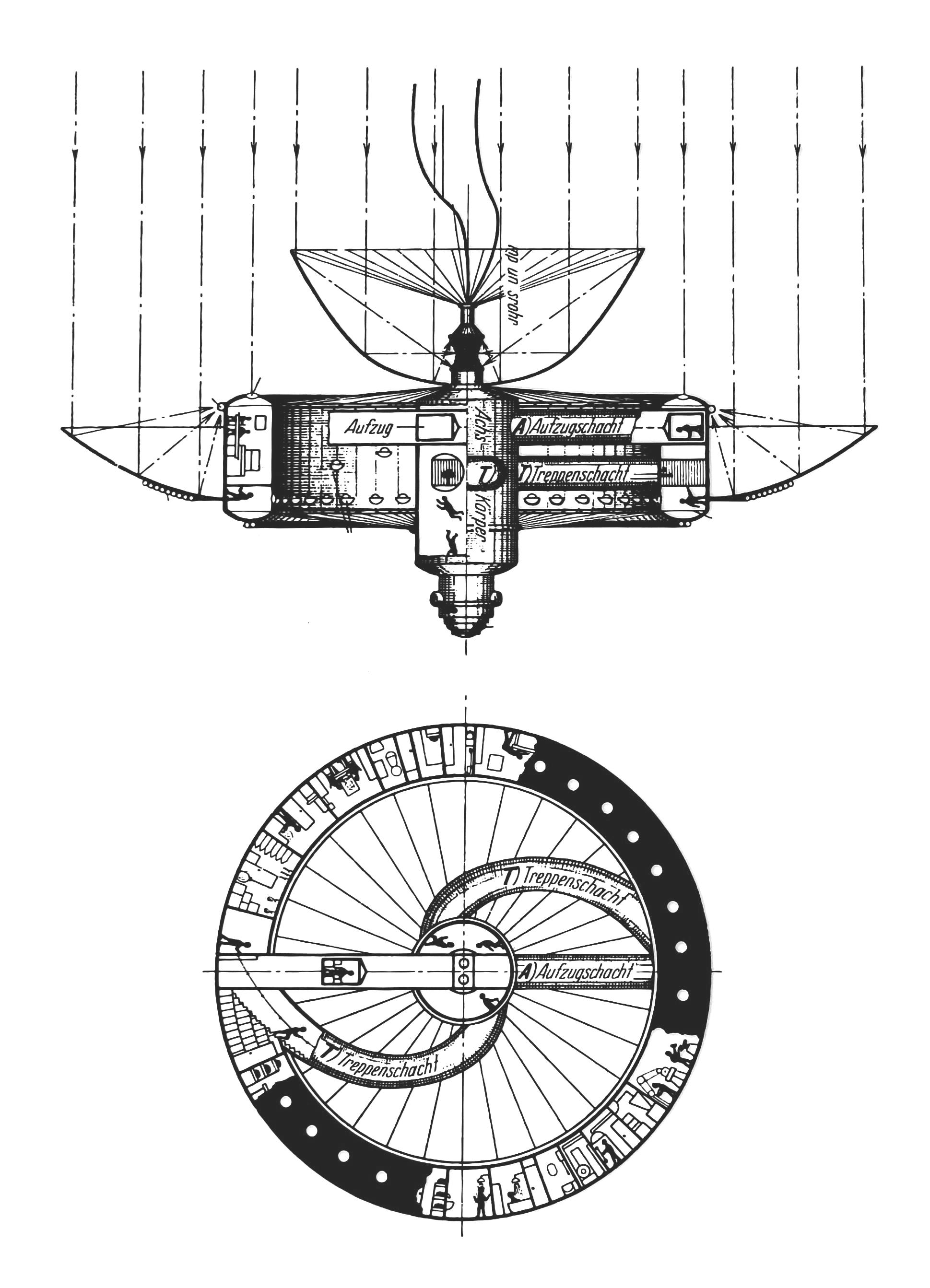
Hermann Noordung's Drehrad-Raumstation
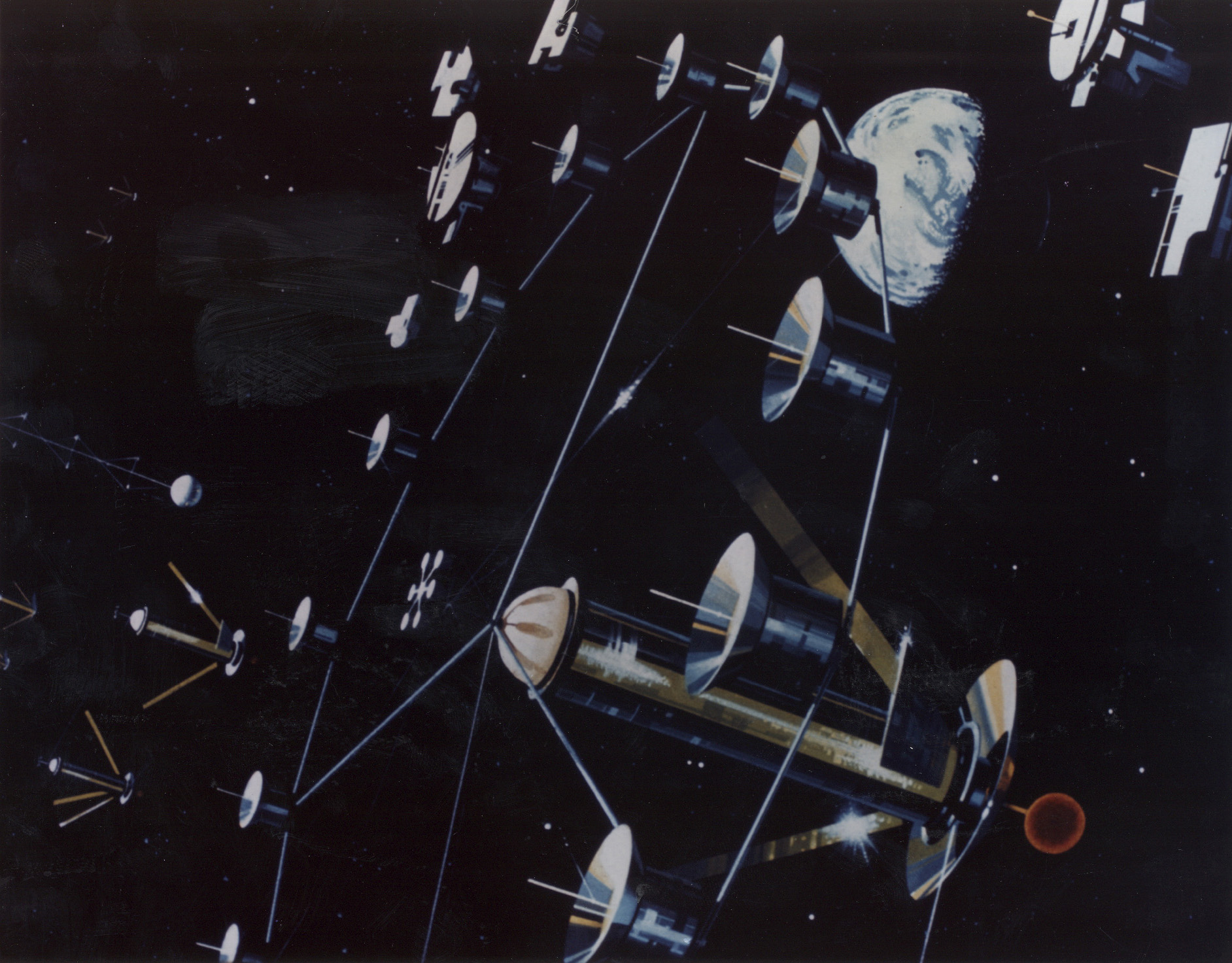
NASA-Konzeptbild von mehreren Habitat-Zylindern, die auf die Sonne ausgerichtet sind

## Projektideen

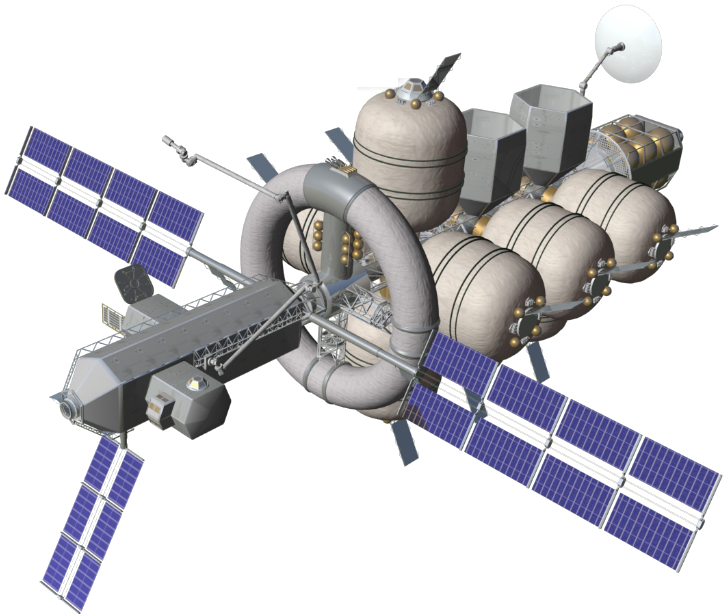
Vorderansicht der Nautilus-X Extended Duration Explorer-Version

Einige Projekte und Vorschläge sind zwar keine realen Weltraumhabitate, geben jedoch Hinweise darauf, in welcher Weise und Richtung sich zukünftige mögliche Weltraumhabitate entwickeln könnten.
- Das Nautilus-X Multi-Mission Space Exploration Vehicle (MMSEV): Dieser NASA-Vorschlag aus dem Jahr 2011 für ein bemanntes Raumtransportfahrzeug mit großer Lebensdauer sah eine Kammer mit künstlicher Schwerkraft (englisch artificial gravity) vor, die die gesundheitliche Situation einer Besatzung, bestehend aus bis zu sechs Personen, auf Missionen von bis zu zwei Jahren Dauer sichern sollte. Die Partial-Schwerkraft-Torus-Ring-Zentrifuge würde sowohl Standard-Metallrahmen- als auch aufblasbare Raumfahrzeugstrukturen verwenden und eine künstliche Schwerkraft von 0,11 bis 0,69 g ermöglichen, wenn sie mit der Option von einem Durchmesser von 12 m gebaut werden würde.

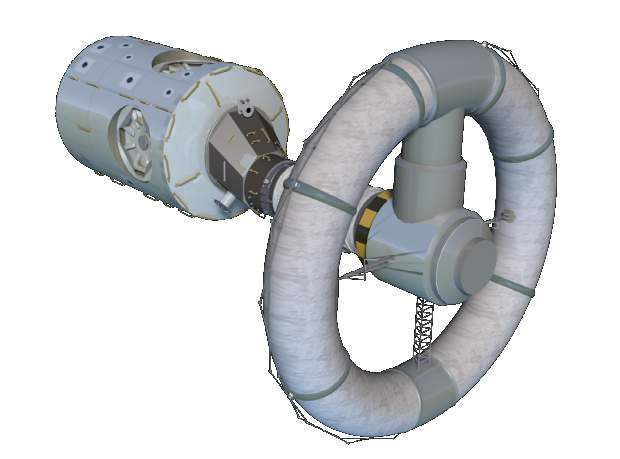
Nautilus-X-ISS-Demonstrator

- Der ISS-Zentrifugen-Demonstrator wurde ebenfalls 2011 als Projekt zur Vorbereitung des endgültigen Entwurfs des größeren Torus-Zentrifugen-Raumhabitats für das Multi-Mission Space Exploration Vehicle vorgeschlagen. Die Struktur sah einen Außendurchmesser von 9,1 m mit einem Ring-Innenquerschnitt von 760 mm vor und würde eine partielle Schwerkraft von 0,08 bis 0,51 g ermöglichen. Diese Test- und Evaluierungszentrifuge hätte auch die Eigenschaft, als Schlafmodul der ISS-Besatzung zu dienen.

## In der Fiktion
- Weltraumhabitate haben in der Science-Fiction-Welt eine große Anzahl von fiktiven Gesellschaften inspiriert. Einige der beliebtesten und bekanntesten Habitate finden sich im japanischen Gundam- und Macross-Universum; die Raumstation Deep Space Nine und die Raumstation Babylon 5 sind ebenfalls Weltraumhabitate.
- Der Science-Fiction-Film Elysium von 2013 spielt sowohl auf einer verwüsteten Erde als auch auf einer luxuriösen rotierenden Raumstation namens Elysium.[40]
- Im Filmepos Interstellar von 2014 wacht die Hauptfigur Joseph Cooper, dargestellt vom Schauspieler Matthew McConaughey, gegen Ende des Films in einer Raumstation in der Umlaufbahn des Planeten Saturn auf.[41]